# Jens-Rainer Ohm
Jens-Rainer Ohm (* 7. Mai 1956 in Berlin) ist ein deutscher Nachrichtentechniker.

## Leben und Wirken
Nach dem Studium der Elektrotechnik an der TU Berlin legte Ohm 1985 dort sein Diplom ab und wurde anschließend als wissenschaftlicher Mitarbeiter am Institut für Fernmeldetechnik übernommen. 1990 promovierte er mit seiner Dissertation: Festbildcodierung bei niedrigen Bitraten unter Verwendung kombinierter Block- und Faltungscodes. Zwei Jahre später erhielt er einen Lehrauftrag und habilitierte sich 1997 mit dem Thema Informationsübertragung. Von 1996 bis 2000 war Ohm zudem als Projektkoordinator am Heinrich-Hertz-Institut für die Gebiete Videocodierung einschließlich 3D, Inhaltsanalyse und Formatkonversion zuständig.
Im Jahr 2000 folgte Ohm einem Ruf an die RWTH Aachen, wo er innerhalb des Forschungsbereichs Informations- und Kommunikationstechnik den Lehrstuhl für elektrische Nachrichtentechnik (IENT) mit den Forschungsschwerpunkten Bild- und Videokompression, Audiosignalverarbeitung, Inhaltsanalyse von Multimediasignalen sowie robuste Übertragung von Videosignalen übernahm. Darüber hinaus wurde er von 2002 bis 2023 zum Studiendekan der Fakultät für Elektrotechnik und Informationstechnik gewählt. Ohm hat mehrere Skripte zur Nachrichtentechnik herausgebracht und hielt die Vorlesung Grundgebiete der Elektrotechnik 3 an der RWTH Aachen und ist als Chair bzw. Co-Chair an mehreren Entwicklungsprojekten beteiligt.
Jens-Rainer Ohm war als Leiter von Standardisierung-Arbeitsgruppen maßgeblich an der Entwicklung der Videokompressionsstandards H.264=MPEG-4 AVC und HEVC beteiligt. Seit 2002 leitet er die ISO/IEC MPEG Video Subgroup. Von 2005 bis 2009 war er von MPEG nominierter Co-Chair des Joint Video Team (JVT), einer Kooperation zwischen ISO/IEC und ITU-T. Seit 2010 ist er Co-Chair des Joint Collaborative Team on Video Coding (JCT-VC), das den HEVC-Standard entwickelt hat. Seit 2015 ist er Co-Chair des Joint Video Experts Team (JVET), das derzeit die nächste Generation von Videokompressionsstandards entwickelt.

## Preise und Auszeichnungen
- 2009 erhielt Ohm in Las Vegas gemeinsam mit Ajay Luthra von Motorola den Technology and Engineering Emmy Award 2007–2008 für das Projekt Moving Picture Experts Group-4 Advanced Video Coding (MPEG-4-Coding).[5]
- 2010 gewann er zusammen mit Thomas Wiegand den Technologiepreis der Eduard-Rhein-Stiftung.[1]
- 2013 erhielt Ohm den Best Paper Award des Institute of Electrical and Electronics Engineers (IEEE) für die Transactions on Circuits and Systems for Video Technology (zusammen mit Gary J. Sullivan, Thomas Wiegand und Woo-Jin Han)
- 2017 nahm Ohm als Leiter der MPEG Arbeitsgruppe einen Primetime Engineering Emmy Award 2017 der Academy of Television Arts and Sciences (ATAS) für die Entwicklung des HEVC-Standards entgegen.[6]
- 2018: VDE-Ehrenring

## Belege
1. 1 2  Kurzvita auf den Seiten der Eduard-Rhein-Stiftung (Memento des Originals vom 1. Januar 2016 im Internet Archive)  Info: Der Archivlink wurde automatisch eingesetzt und noch nicht geprüft. Bitte prüfe Original- und Archivlink gemäß Anleitung und entferne dann diesen Hinweis.
2. ↑  Zu diesem Forschungsbereich gehörende Institute auf der  Website der Fakultät (Memento des Originals vom 22. Februar 2016 im Internet Archive)  Info: Der Archivlink wurde automatisch eingesetzt und noch nicht geprüft. Bitte prüfe Original- und Archivlink gemäß Anleitung und entferne dann diesen Hinweis., abgerufen am 22. Februar 2016.
3. ↑  MPEG Subgroups and Chairs, abgerufen am 31. Januar 2018.
4. ↑  JCT-VC - Joint Collaborative Team on Video Coding, abgerufen am 31. Januar 2018.
5. ↑  Emmy für MPEG-4 AVC, Pressemitteilung des Instituts für Nachrichtentechnik der RWTH Aachen
6. ↑  69th Engineering Emmy Awards Recipients Announced, Internet, abgerufen am 31. Januar 2018.

| Personendaten    | Personendaten                                      |
| ---------------- | -------------------------------------------------- |
| NAME             | Ohm, Jens-Rainer                                   |
| KURZBESCHREIBUNG | deutscher Nachrichtentechniker und Hochschullehrer |
| GEBURTSDATUM     | 7. Mai 1956                                        |
| GEBURTSORT       | Berlin                                             |